# Пожар в торговом центре «Адмирал»
Пожар в торговом центре «Адмира́л» произошёл в среду 11 марта 2015 года в Казани. Возгоранию был присвоен четвёртый номер сложности по пятибалльной шкале. В результате пожара погибло 19 человек, пострадало не менее 70.

## Ход событий
11 марта 2015 года в 12:55 (UTC+3) по системе 112 спасателям поступило сообщение о пожаре в торговом центре «Адмирал» в Кировском районе Казани. Огонь распространился на площадь около 4 тысяч квадратных метров.
Из здания было эвакуировано более 650 человек. Некоторые предприниматели, невзирая на эвакуацию, пытались спасти свой товар. К ликвидации последствий происшествия было привлечено 305 человек и 76 единиц техники (в том числе от МЧС России — 194 человека и 42 единицы техники). Для тушения пожара были также привлечены пожарный поезд и три вертолёта Ми-8.
В 21:30 открытое горение было ликвидировано.
Конструкция здания частично обрушилась. 12 марта было принято решение принудительно обрушать здание, поскольку оно представляло угрозу для спасателей. До 7 часов утра того же дня велась проливка завалов. 14 марта фасад «Адмирала» был полностью демонтирован.
До 17 марта спасатели вели поисковые работы на территории торгового центра, из-под завалов извлекались тела погибших. Решением комиссии по чрезвычайным ситуациям Казани на территории города введён режим чрезвычайной ситуации. К ликвидации последствий пожара были привлечены свыше 1000 человек и более 170 единиц техники, из них от МЧС России — свыше 580 человек и более 70 единиц техники. Общий объём завалов составил более 8 тысяч кубометров.

## Погибшие и пострадавшие
| Гражданство погибших | Гражданство погибших |
| Гражданство          | Кол-во               |
| -------------------- | -------------------- |
| Россия               | 10                   |
| Азербайджан          | 1                    |
| Кыргызстан           | 1                    |
| Таджикистан          | 2                    |
| Турция               | 1                    |
| Узбекистан           | 4                    |
| Общее                | 19                   |

В результате пожара погибло 19 человек, более 70 получили ожоги и травмы. Среди погибших — 9 иностранных граждан. Тела 13 потерпевших были обнаружены в ходе расчистки завалов, четверо человек скончались в больнице, еще два человека пропали без вести. Позднее пропавших признали погибшими.
При тушении пожара 11 марта пострадали 3 сотрудника МЧС. Под обрушившимся сводом торгового центра погиб подполковник МЧС Сергей Костин, который командовал первыми подразделениями пожарных, прибывшими к месту ЧП. Костин был посмертно награждён орденом Мужества.
После пожара были госпитализированы 22 человека. 15 апреля был выписан последний пострадавший — сотрудник МВД.
По словам заместителя министра здравоохранения Республики Татарстан Ильдара Фатихова, причиной смерти людей, погибших на пожаре в торговом центре, стали травматический шок и отравление угарным газом.
В ходе разбора завалов сотрудники МЧС спасли трёх живых кошек: первых двух нашли на вторые и четвёртые сутки после пожара, причем вторая сидела на одной из сохранившихся опор здания на высоте нескольких метров, третья находилась под завалами у одной из сохранившихся стен ТЦ.

## Расследование

### Причины
Согласно заключению экспертов, пожар возник из-за кровельных работ на крыше одноэтажного пристроя в районе входа номер 1. Технической причиной пожара в здании явилось воспламенение пенополиуретана сэндвич-панелей и гидроизоляционных материалов на основе битума от внешнего источника на крыше пристройки.
В ходе расследования также рассматривались такие причины, как короткое замыкание в электропроводке, детонация газового баллона и поджог.

#### Нарушения пожарной безопасности вТЦ
В Следственном комитете РФ сообщили, в торговом центре было много неустранённых нарушений требований пожарной безопасности, на которые владельцы центра и контролирующие органы умышленно закрывали глаза: так, например, внутри были надстроены металлические антресоли, предел огнестойкости которых составляет всего лишь 15 минут. По данным СК, сразу после начала пожара металлические конструкции завалились и перекрыли людям пути эвакуации.
В 2007 году миллиардер Алексей Сёмин и ЗАО «УК „АС Менеджмент“» (генеральный директор Роберт Хайруллин) приобрели производственные помещения по улице Клары Цеткин Казани, ранее принадлежавшие заводу «Серп и Молот». После ряда процедур помещениям было присвоено наименование торгового комплекса, в дальнейшем они были сданы в аренду руководству фирмы «Заря», введённому в заблуждение относительно возможности использования узкоспециализированных производственных цехов в качестве торгового центра.
По версии следствия, с 2013 года здание ТЦ незаконно эксплуатировалось без разрешения на ввод в эксплуатацию объекта капитального строительства (реконструкции), с грубыми нарушениями норм противопожарных правил. Так не были оборудованы исправные системы оповещения о пожаре, произведены планировочные решения, существенно затруднявшие эвакуацию людей, а также способствовавшие быстрому распространению задымления и огня.

### Уголовные дела
По факту пожара возбуждено несколько уголовных дел. Первое уголовное дело было возбуждено по признакам преступления, предусмотренного частью 3 статьи 219 Уголовного кодекса Российской Федерации («нарушение требований пожарной безопасности, повлекшее по неосторожности смерть человека») и 12 марта принято к производству Следственным управлением Следственного комитета РФ по Татарстану.
В ходе расследования уголовного дела задержаны директор ООО «Заря» (арендатора торгового комплекса) Гусейн Гахраманов, его заместитель по технике безопасности Николай Каекин. Гархаманова и Каекина подозревают в том, что они не организовали должным образом работу сотрудников службы безопасности торгового центра по эвакуации людей и не обеспечили технику безопасности. В сентябре 2015 года против Гахраманова также было возбуждено уголовное дело по признакам преступления, предусмотренного пунктом «б» части 2 статьи 199 УК РФ («уклонение от уплаты налогов с организации, совершенное в особо крупном размере»).
Также фигурантами уголовного дела стали судебный пристав-исполнитель межрайонного отдела регионального Управления Федеральной службы судебных приставов России Минзиля Сафина и начальник межрайонного отдела судебных приставов Управления ФССП по Республике Татарстан Жанна Алпарова. Сафина подозревается в совершении преступлений, предусмотренных пунктом «в» части 3 статьи 286 УК РФ («превышение должностных полномочий с причинением тяжких последствий») и частью 3 статьи 293 («халатность, повлекшая по неосторожности смерть 2-х и более лиц»), Алпарова — частью 4 статьи 33, пункта «в» части 3 статьи статьи 286 («подстрекательство к превышению должностных полномочий с причинением тяжких последствий»). Как предполагает следствие, в 2013 году прокуратура провела проверку пожарной безопасности при эксплуатации торгового центра, в результате которой были выявлены многочисленные нарушения. В суд направили исковое заявление об их устранении, которое впоследствии было удовлетворено. Алпарова дала незаконное указание своей подчиненной, приставу-исполнителю Сафиной, окончить исполнительное производство в связи с его якобы фактическим исполнением, при этом осознавая, что большая часть нарушений не устранена.
Ещё одна подозреваемая — специалист третьего разряда инспекции Госстройнадзора Татарстана Галия Исаева. Она подозревается в совершении преступлений, предусмотренных частью 3 статьи 293 («халатность, повлекшая по неосторожности смерть 2-х и более лиц»). Позднее против Исаевой и её коллеги Романа Юдина было возбуждено ещё одно уголовное дело по части 3 статьи 286 УК РФ («превышение должностных полномочий с причинением тяжких последствий»). По данным СК, Исаева и Юдин, проверяя ранее здание «Адмирала», не выявили там признаков незаконно проведённой реконструкции.
15 марта стали известны ещё два фигуранта дела — собственник «Адмирала» миллиардер Алексей Сёмин и гендиректор компании «АС Менеджмент» Роберт Хайруллин. Семин был заочно арестован, однако затем это решение было отменено. В феврале 2016 года уголовное преследование бизнесмена было прекращено «за его непричастностью к совершению преступления».
17 марта были задержаны трое рабочих — Наиль Габдулхаев, Фирдинат Ульданов и Альберт Халиков. Они подозреваются в совершении преступления, предусмотренного частью 3 статьи 216 УК РФ («нарушение правил безопасности при ведении работ, повлекшее по неосторожности смерть 2-х и более лиц»). Следствие предполагает, что в этот день они работали на территории торгового центра, используя газовые баллоны и горелки.
1 апреля прокуратура Татарстана потребовала привлечь к уголовной ответственности заместителя директора ООО «Заря» Гюльгусейна Наджафова — отца Гусейна Гахраманова. В действиях Наджафова усматриваются признаки преступлений, предусмотренных частью 3 статьи 219 («нарушение требований пожарной безопасности, повлекшее по неосторожности смерть двух и более лиц») и частью 3 статьи статьи 238 УК РФ («оказание услуг, не отвечающих требованиям безопасности, повлекшее по неосторожности смерть двух и более лиц»).
21 апреля следствие обнародовало имена ещё двух лиц, против которых возбуждено уголовное дело — это ведущий инженер управления по методологии и организации кадастровой деятельности, геодезии, картографии и земельного контроля РГУП «„Бюро технической инвентаризации“ Министерства строительства и жилищно-коммунального хозяйства Республики Татарстан» Галина Уланова и главный специалист-эксперт отдела государственной регистрации прав юридических лиц и крупных правообладателей Управления Федеральной службы государственной регистрации кадастра и картографии по Республике Татарстан Людмила Кулагина. Уланова подозревается в совершении преступлений, предусмотренных частью 2 статьи 201 УК РФ («использование лицом, выполняющим управленческие функции в коммерческой организации, своих полномочий вопреки законным интересам этой организации»), Кулагина — частью 3 статьи 293 УК РФ («халатность, повлекшая по неосторожности смерть двух и более лиц»). По данным следователей, 23 января 2009 года Уланова незаконно внесла в кадастровый паспорт здания промышленных цехов по улице Клары Цеткин (где в дальнейшем разместился «Адмирал»), а также в прилагаемый к нему ситуационный план, недостоверные сведения о факте увеличения площади, произошедшей в результате его перепланировки, а не реконструкции. Кулагина летом 2011 года в нарушение порядка государственной регистрации прав на недвижимое имущество и сделок с ним прекратила ранее зарегистрированные права на здания, после этого осуществила госрегистрацию за «АС Менеджмент» права собственности на здание торгового комплекса, площадь которого была увеличена в результате незаконной реконструкции.
На данный момент по уголовным делам, связанным с пожаром, проходят 12 человек, четверо из них остаются под стражей, семеро — под домашним арестом, в отношении одного применена мера в виде обязательства о явке. Всего допрошено более 500 потерпевших и более 300 свидетелей. В рамках расследования уголовного дела также наложен арест на имущество «АС Менеджмент», а именно более 500 объектов недвижимости и земельных участков на территории Российской Федерации.
23 мая 2019 суд вынес решения по делам 12 обвиняемых. Они были приговорены к срокам от 4,5 до 13 лет колонии общего режима.

#### Иски
По делу о пожаре в «Адмирале» проходит 600 потерпевших, из них 586 человек заявили иски о компенсации материального ущерба на 1 миллиард 444 миллионов рублей.

## Последствия
После пожара в «Адмирале» в российских регионах были организованы проверки исполнения пожарного, градостроительного, земельного, санитарно-эпидемиологического, трудового и миграционного законодательства в торговых комплексах с массовым скоплением людей. В ходе таких проверок в торговых центрах по всей стране были выявлены нарушения, выражающиеся в ненадлежащем обеспечении помещений торговых объектов автоматической пожарной сигнализацией, системами оповещения и управления эвакуации людей при пожаре и автоматического пожаротушения, в отсутствии противодымной вентиляции, осуществлении торговли на путях эвакуации и их загромождении, ненадлежащем проведении проверок наружного противопожарного водоснабжения. Только в самой Республике Татарстан после произошедшего было проверено 680 общественных зданий, работа 78 объектов была приостановлена.
В 2015 году парламент Татарстана внёс в Думу три законопроекта об усилении противопожарного контроля за торговыми центрами как местами массового скопления людей. В том числе указывалось, что многие торговые центры попадают под категорию малых предприятий и из-за надзорных каникул и послаблений в рамках защиты малого бизнеса избегают необходимых проверок. Однако все три законопроекта были отклонены в начале 2016 года. Об усилении мер контроля торговых центров, аналогичных предложенным в 2015 году, вновь заговорили в МЧС РФ после трагедии в Кемерово в 2018 году.
После пожара территория бывшего торгового центра долгое время была заброшена. В 2020 году территория расчищена от остатков конструкций.  На 2024 год на площадке располагается автокинотеатр.

## Реакция

### Россия
Председатель Правительства России Дмитрий Медведев выразил глубокие соболезнования семьям погибших в трагедии в торговом центре в Казани.
В Республике Татарстан 14 марта объявлен днём траура.
Президент Татарстана Рустам Минниханов поручил выплатить по 1 миллиону рублей семьям погибших, от 200 до 400 тысяч рублей будет выделено людям, получившим травмы в результате пожара.
Патриарх Московский и всея Руси Кирилл направил соболезнования Рустаму Минниханову и митрополиту Казанскому и Татарстанскому Анастасию. Патриарх также выразил надежду, что государство использует все необходимые средства для предотвращения подобных случаев в будущем:

Подобные случаи всякий раз напоминают нам о скоротечности бытия, а также о том, насколько важна ответственность за все свои поступки, в особенности за те, от которых может зависеть жизнь и здоровье других людей.
Официальный представитель Следственного комитета РФ Владимир Маркин сравнил произошедшее с крупнейшим по числу жертв в постсоветской России пожаром в клубе «Хромая лошадь».

### Другие государства
Президент Армении Серж Саргсян направил Президенту России Владимиру Путину телеграмму с соболезнованиями, в которой передал слова утешения и поддержки родным и близким погибших, а также пожелания скорейшего выздоровления пострадавшим.
Президент Киргизии Алмазбек Атамбаев выразил соболезнования в связи с гибелью людей в пожаре, а также пожелал скорейшего выздоровления пострадавшим.